# 布拉特尼帕內峰
布拉特尼帕內峰是南極洲的山峰，位於東部南極洲的毛德皇后地，屬於南龍達訥山脈的一部分，處於梅費爾山西北17公里，海拔高度2,660米，挪威製圖師根據探險隊把該山峰繪入地圖。
71°54′S 24°33′E / 71.900°S 24.550°E